# Воскресенское (Веретейское сельское поселение)
Воскресенское — село в Некоузском районе Ярославской области России.
В рамках организации местного самоуправления входит в Веретейское сельское поселение, в рамках административно-территориального устройства — в состав Лацковского сельского округа.

## География
Расположено на берегу речки Корбуха (приток Чеснавы) в 15 км на северо-запад от центра поселения посёлка Борок и в 29 км на север от райцентра села Новый Некоуз.

## История
В XVIII веке село принадлежало старинному дворянскому роду графов Коновнициных. Один из них П. П. Коновницин — генерал, герой Бородинского сражения, его дивизия находилась на знаменитых Багратионовых флешах. В селе было две церкви — каменная и деревянная. Каменная церковь построена в 1796 году и имеет два этажа. В верхнем этаже помещается летний храм. Престолов в нем один — в честь Воскресения Христова, отсюда и название села — Воскресенское. В нижнем этаже — теплый храм, престолов в нем три: в честь Знамения Божией Матери, в приделе по правую сторону — во имя св. и чуд. Николая, а по левую — в честь святых Девяти Муч., иже в Кудице. Деревянная церковь построена в 1875 году на время капитального ремонта каменного храма. Престол в ней был один: во имя св. благоверного князя Александра Невского.
В конце XIX — начале XX века село являлось центром Воскресенской волости Мологского уезда Ярославской губернии.
С 1929 года село являлось центром Воскресенского сельсовета Некоузского района, в 1980-е годы — в составе Лацковского сельсовета, с 2005 года — в составе Веретейского сельского поселения.

## Население
| 1859 | 2002 | 2007 | 2010 |
| ---- | ---- | ---- | ---- |
| 114  | ↘54  | ↘37  | ↘21  |

### Известные жители
- Котов, Николай Иванович (1918—1985) — сапёр Великой Отечественной войны, Герой Советского Союза (1944).

## Достопримечательности
В селе расположена действующая Церковь Воскресения Христова (1796).